# August von Brandenburg
August Friedrich von Brandenburg (* 16. Februar 1580 in Halle; † 3. Mai 1601 in Cölln) war Markgraf von Brandenburg. Er war Sohn des Kurfürsten Joachim Friedrich und der Kurfürstin Katharina von Brandenburg-Küstrin.

## Leben
August hielt sich eine Zeit lang am dänischen Hof auf. Der dänische König Christian IV., der mit Augusts älterer Schwester Anna Katharina verheiratet war, habe ihn selbst „wehrhaftig gemacht“. Er plante auch noch Italien und Frankreich zu besuchen.
Er war häufiger krank und starb am Morgen des 23. April 1601 im Beisein seiner Mutter und anderer im jungen Alter von 21 Jahren. Todesursache war wahrscheinlich ein Lungenleiden. Am 23. Mai 1601 wurde er in der Hohenzollern-Gruft im Berliner Dom in Anwesenheit des kurfürstlichen Hauses und einer Kurfürstinnenwitwe von Sachsen beigesetzt. Drei Leichenpredigten hielt Hofprediger und Propst Simon Gedike. Sie erschienen 1601 unter einem Titel vereinigt in Frankfurt an der Oder bei Andreas Eichhorn im Druck.